# Роб Райнър
Робърт Райнър (на английски: Robert „Rob“ Reiner) (роден на 6 март 1947 г.) е американски актьор, сценарист, режисьор и продуцент. Като актьор става известен с ролята си на Майкъл Стивич в ситкома „Всички в семейството“, която му носи две награди Еми. Като режисьор е известен с филмите „Принцесата булка“ (1987), „Когато Хари срещна Сали“ (1989), „Мизъри“ (1990) и „Доблестни мъже“ (1992).

## Биография

### Личен живот
Райнър се жени за актрисата и режисьор Пени Маршъл през 1971 г., с което става и доведен баща на актрисата Трейси Райнър. Развеждат се през 1981 г.
По време на снимките на „Когато Хари срещна Сали“ Райнър се запознава с фотографа Мишел Сингър. Заради срещата си с нея той решава да промени края на филма, а двамата се женят през 1989 г. Имат три деца.